# Escala Klimov
La escala Klimov es una herramienta teórica desarrollada en 2009 por los sociólogos Alexandr Klimov (ruso) y Esteban Provoste Molina (costarricense), que mide las diferencias apreciables entre parejas de sexo opuesto que presentan un cierto desequilibrio ante los ojos de terceros dentro de los parámetros culturales de un sitio dado. 

## Teoría
Esta escala tiene valores comprendidos entre -9 y 9, siendo:
-9: El hombre dentro de la pareja se encuentra en el mayor escalafón social posible, mientras que la mujer se encuentra en el más bajo posible.
-5: Las diferencias sociales o de aspecto son muy diferenciadas en favor del hombre.
-2: Las diferencias, aunque visibles, se encuentran dentro de un rango razonable ante la sociedad.
0: Ambos miembros están perfectamente igualados.
2: Las diferencias, aunque visibles, se encuentran dentro de un rango razonable ante la sociedad.
5: Las diferencias sociales o de aspecto son muy diferenciadas en favor de la mujer.
9: La mujer dentro de la pareja se encuentra en el mayor escalafón social posible, mientras que el hombre se encuentra en el más bajo posible.
Es importante destacar que la escala Klimov es un reflejo de la opinión subjetiva de terceros y no guarda ninguna relación con las opiniones personales de los miembros de la pareja medida por ella, aunque cada miembro pueda aplicar una escala sobre otra pareja distinta. Asimismo, la percepción depende de los factores culturales locales en cuanto al entendimiento de la "injusticia" de una pareja dada, y que las variables a tener en cuenta intercambian sus valores (apariencia física, capacidad financiera, nivel de estudios, procedencia familiar, etc.)